# Транснациональный банк
Транснациональные банки (ТНБ) — крупные кредитно-финансовые учреждения с широкой сетью заграничных представительств, филиалов и отделений. Являются основными посредниками в международном движении ссудного капитала. Контролируют валютные и кредитные операции на мировом рынке. Для деятельности таких банков характерна высокая доля международных операций, глобальный характер деятельности, широкий спектр и универсальность предоставляемых услуг. Основными клиентами являются транснациональные корпорации, иностранные представительства и государственные институты, международные организации.
В 1988 году в число 25 крупнейших ТНБ мира входило: 17 банков Японии, 4 — Франции, 2 — Великобритании, и по одному — США и Германии. В то же время 15 филиалов банков США в развивающихся странах имели 948 филиалов (все остальные вместе — 1693).
К транснациональным банкам относятся Deutsche Bank, UBS, Citigroup, Bank of Tokyo-Mitsubishi, Bank of America, Сбербанк и другие.